# Polyipnus parini
Polyipnus parini és una espècie de peix pertanyent a la família dels esternoptíquids.

## Descripció
- Fa 6,1 cm de llargària màxima.
- Nombre de vèrtebres: 35.[5][6]

## Hàbitat
És un peix marí, d'aigües fondes i bentopelàgic.

## Distribució geogràfica
Es troba al Pacífic occidental: el Japó i Nova Zelanda.

## Observacions
És inofensiu per als humans.